# 김용화 (정치인)
김용화(金鏞化, 1902년 1월 23일 ~1970년 8월 16일)는 대한민국의 정치인이다.
전주 김씨 34세손 

## 약력
- 함경남도 함주군 상수리 51번지에서 태어났다.
- 일본 니혼 대학교 법학과 학사(1926년)
- 중화민국 베이징 대학교 정치학과 3년 중퇴(1929년)
- 1948년 5월 10일 : 제헌 국회의원(충남 아산) 낙선
- 1949년 4월 8일 이병국 의원의 사망으로 공석이 된 천안군의 보궐선거에 출마하여 1949년 6월 10일 당선되었으나 선거무효로 의원자격을 상실하였다.[1][2]
- 제2대 국회의원을 역임했다.

## 생애
- 김용화 의원은 1902년 함경남도 함주군 상수리51번지에서 구한말 정3품 벼슬인 의관을 지낸 김정기의 아들로 태어났다. 본시 강직한 성품으로 옳다고 판단되면 끝가지 밀고나가 기어이 뜻한 바대로 관철시키고야 마는 투지의 소유자 이었다고 한다. 그런 성품이 그의 정치생활에는 숱한 외압과 핍박을 불러일으키는 요인이 되기도 했다고 한다.
- 본궁 보통학교 부지 기증, 독립운동 자금 조달책 주상봉이라는 사람을 통해 무연고자 명의의 차용증을 받고 돈을 내주는 수법등으로 헤아릴 수 없을 만큼의 돈을 독립운동자금으로 선뜻 기증하던 부친 김정기의 영향을 많이 받아 청백리적인 정치 활동을 하다보니 말년에는 경제적으로도 많은 쪼들림을 당했다고 한다.
- 부친이던 김정기(金精氣)(1871~1945)어른께서 선친의 유지를 받들어 모든 재산을 정리하고 1935년 서울 남대문 근처에 자리 잡고 성광상회(盛光商會)를 일으키셨다. 그리고 천안에서는 신부동 근방에 김용화 방죽을 파고 이곳에 김용화 과수원을 일구고 자리잡았다. 곧 옛지명 방죽거리 김용화 방죽, 김용화과수원을 일으키셨다. 천안땅에 이사 온 함흥 부자는 천안의 이야기 거리였다.
- 백마를 타고 천안 유량동 오룡동 남산밑까지 누비는 김용화 어른은 존망의 대상이였다. 끝내 천안유지들의 추천공천으로 정치에 입문하였다.
- 정치활동을 하면서 모든 재산은 현금유통이 잘 되는 학화호도과자에 현금 차용증을 맡기고 현금을 융통하였다. 계속되는 차용금액은 늘어갔고, 결국 최종 과수원은 학화 호도 과자로 넘어가게 된다.
- 1950년 7월 7일 천안이 인민군에 점령되기전에 천안경찰서에서 유치관리하던 보도연맹 22명은 김종대 서장이 김용화 의원과 상의하여 사상전향 각서를 받고 훈방 조치했다는 이야기가 있다. 그래서 인민공화국시대에 보도연맹으로 인해 보복참상이 없었다고 한다.
- 해방 직후의 정치적 혼란기와 6.25동란, 5.16혁명 등 격동기를 살다간 김용화 의원은 1970년 8월 16일 68세의 나이로 영면 천안시 성성동 산 80-1 노태산(오룡중 북룡에 해당)기슭에 잠들어있다. 현재 이장 후 노태산공원으로 개발되었다.

## 역대 선거 결과
|  | 9.58% |

|  | 0% |

|  | 28.49% |

|  | 0.83% |

## 참고 자료
- 《대한민국 의정총람》, 국회의원총람발간위원회, 1994년
- 김용화 - 대한민국헌정회